# سانریو پورولند
سانریو پورولند (به ژاپنی: サンリオピューロランド, Sanrio Pyūrorando)، همچنین به عنوان هلو کیتی لند شناخته می شود،   یک پارک موضوعی سرپوشیده یا  شهربازی واقع در شهر جدید تاما، توکیو، ژاپن است که در 7 دسامبر 1990 افتتاح شد و میزبان جاذبه ها، نمایش های زنده، مراکز خرید و رستوران های اختصاص داده شده به این شهر است. شخصیت‌های سانریو مانند  هلو کیتی، مای ملودی، و غیره به شیوه‌ای شبیه به دیزنی پارکس در آن گنجانده شده است.